# Georges Arts
Georges Arts, né à Alost le 10 juillet 1969, est un joueur de football belge qui évoluait comme défenseur central. Il compte une Coupe de Belgique à son palmarès, remportée en 2003 avec La Louvière. Il a pris sa retraite en 2006 et est devenu ensuite entraîneur dans les séries provinciales, en football et en futsal.

## Carrière
Georges Arts s'affilie à l'âge de neuf ans au KVC Jong Lede, où il effectue toute sa formation. Il est intégré à l'équipe première en 1989 et dispute une saison de championnat en Promotion. Le club est relégué en première provinciale. Le joueur passe ensuite au KFC Avenir Lembeek, tout juste promu au quatrième niveau national. Il remporte le titre de champion dans sa série en fin de saison et monte ainsi en Division 3. Il joue encore deux saisons à Lembeek, où il côtoie les anciennes stars du Sporting Anderlecht Ronny van Poucke (jusqu'en 1992) et Michel De Groote (en 1992-1993).
Georges Arts quitte l'Avenir Lembeek en 1993 pour rejoindre le Standaard Wetteren, également en troisième division. Il joue quatre ans avec le club, puis s'en va en 1997 pour rejoindre le Heirnis Gand. Ses bonnes prestations et sa facilité à inscrire des buts malgré sa position d'arrière central attirent les regards de clubs plus huppés. En 1999, il fait le grand saut vers le professionnalisme et s'engage à l'Eendracht Alost, une équipe de première division.
Il joue trois ans avec le club alostois, miné par des problèmes financiers. En 2002, le club termine en position de relégable et est renvoyé en Division 3 après s'être vu refuser sa licence pour le football rémunéré. Georges Arts décide alors de partir et est transféré par La Louvière, un autre club de l'élite nationale. C'est là qu'il connaîtra sa plus grande victoire avec la Coupe de Belgique 2003, remportée 3-1 face à Saint-Trond. Il inscrit le deuxième but du match en fin de première période. Grâce à cette victoire, il peut découvrir la Coupe UEFA la saison suivante, où le club s'incline de peu face au Benfica Lisbonne (1-1 à domicile, défaite 1-0 en déplacement). Il se blesse grièvement au genou en décembre 2003 et reste éloigné des terrains pendant près de six mois. Il revient lors du dernier match de la saison pour disputer quelques minutes en guise d'au revoir à son public. En effet, un mois plus tard, il rejoint les rangs d'Heusden-Zolder, relégué en deuxième division. Après une saison, il redescend encore d'un niveau dans la hiérarchie et signe au KSV Bornem, en Division 3. Il joue son dernier match officiel le 26 février 2006 et prend ensuite sa retraite après dix-sept ans de carrière.

## Palmarès
- 1 fois vainqueur de la Coupe de Belgique en 2003 avec La Louvière.
- 1 fois champion de Promotion en 1991 avec le KFC Avenir Lembeek.

## Statistiques
| Saison                | Club                  | Championnat           | Championnat | Championnat | Coupe nationale | Coupe nationale | Coupe de la Ligue | Coupe de la Ligue | Supercoupe | Supercoupe | Compétition(s) continentale(s) | Compétition(s) continentale(s) | Compétition(s) continentale(s) | Total | Total |
| Saison                | Club                  | Division              | M.          | B.          | M.              | B.              | M.                | B.                | M.         | B.         | Comp.                          | M.                             | B.                             | M.    | B.    |
| 1989-1990             | KVC Jong Lede         | Promotion             | 25          | 9           | 0               | 0               | 0                 | 0                 | 0          | 0          | -                              | 0                              | 0                              | 25    | 9     |
| Sous-total            | Sous-total            | Sous-total            | 25          | 9           | 0               | 0               | 0                 | 0                 | 0          | 0          | -                              | 0                              | 0                              | 25    | 9     |
| 1990-1991             | KFC Avenir Lembeek    | Promotion             | 19          | 1           | 0               | 0               | 0                 | 0                 | 0          | 0          | -                              | 0                              | 0                              | 19    | 1     |
| 1991-1992             | KFC Avenir Lembeek    | Division 3            | 18          | 2           | 0               | 0               | 0                 | 0                 | 0          | 0          | -                              | 0                              | 0                              | 18    | 2     |
| 1992-1993             | KFC Avenir Lembeek    | Division 3            | 26          | 3           | 1               | 0               | 0                 | 0                 | 0          | 0          | -                              | 0                              | 0                              | 27    | 3     |
| Sous-total            | Sous-total            | Sous-total            | 63          | 6           | 1               | 0               | 0                 | 0                 | 0          | 0          | -                              | 0                              | 0                              | 64    | 6     |
| 1993-1994             | KS Wetteren           | Division 3            | 23          | 1           | 2               | 0               | 0                 | 0                 | 0          | 0          | -                              | 0                              | 0                              | 25    | 1     |
| 1994-1995             | KS Wetteren           | Division 3            | 25          | 5           | 2               | 1               | 0                 | 0                 | 0          | 0          | -                              | 0                              | 0                              | 27    | 6     |
| 1995-1996             | KS Wetteren           | Division 3            | 25          | 6           | 2               | 1               | 0                 | 0                 | 0          | 0          | -                              | 0                              | 0                              | 27    | 7     |
| 1996-1997             | KS Wetteren           | Division 3            | 26          | 3           | 0               | 0               | 0                 | 0                 | 0          | 0          | -                              | 0                              | 0                              | 26    | 3     |
| Sous-total            | Sous-total            | Sous-total            | 99          | 15          | 6               | 2               | 0                 | 0                 | 0          | 0          | -                              | 0                              | 0                              | 105   | 17    |
| 1997-1998             | RC Heirnis Gand       | Division 3            | 26          | 5           | 2               | 0               | 0                 | 0                 | 0          | 0          | -                              | 0                              | 0                              | 28    | 5     |
| 1998-1999             | RC Heirnis Gand       | Division 3            | 29          | 8           | 0               | 0               | 0                 | 0                 | 0          | 0          | -                              | 0                              | 0                              | 29    | 8     |
| Sous-total            | Sous-total            | Sous-total            | 55          | 13          | 2               | 0               | 0                 | 0                 | 0          | 0          | -                              | 0                              | 0                              | 57    | 13    |
| 1999-2000             | KSC Eendracht Alost   | Jupiler League        | 26          | 2           | 3               | 0               | 1                 | 0                 | 0          | 0          | -                              | 0                              | 0                              | 30    | 2     |
| 2000-2001             | KSC Eendracht Alost   | Jupiler League        | 24          | 1           | 0               | 0               | 0                 | 0                 | 0          | 0          | -                              | 0                              | 0                              | 24    | 1     |
| 2001-2002             | KSC Eendracht Alost   | Jupiler League        | 26          | 1           | 2               | 0               | 0                 | 0                 | 0          | 0          | -                              | 0                              | 0                              | 28    | 1     |
| Sous-total            | Sous-total            | Sous-total            | 76          | 4           | 5               | 0               | 1                 | 0                 | 0          | 0          | -                              | 0                              | 0                              | 82    | 4     |
| 2002-2003             | RAA Louviéroise       | Jupiler League        | 27          | 0           | 7               | 1               | 0                 | 0                 | 0          | 0          | -                              | 0                              | 0                              | 34    | 1     |
| 2003-2004             | RAA Louviéroise       | Jupiler League        | 15          | 0           | 1               | 1               | 0                 | 0                 | 1          | 0          | C3                             | 2                              | 0                              | 19    | 1     |
| Sous-total            | Sous-total            | Sous-total            | 42          | 0           | 8               | 2               | 0                 | 0                 | 1          | 0          | -                              | 2                              | 0                              | 53    | 2     |
| 2004-2005             | Heusden-Zolder SK     | Division 2            | 9           | 1           | 1               | 0               | 0                 | 0                 | 0          | 0          | -                              | 0                              | 0                              | 10    | 1     |
| Sous-total            | Sous-total            | Sous-total            | 9           | 1           | 1               | 0               | 0                 | 0                 | 0          | 0          | -                              | 0                              | 0                              | 10    | 1     |
| 2005-2006             | KSV Bornem            | Division 3            | 14          | 0           | 1               | 0               | 0                 | 0                 | 0          | 0          | -                              | 0                              | 0                              | 15    | 0     |
| Sous-total            | Sous-total            | Sous-total            | 14          | 0           | 1               | 0               | 0                 | 0                 | 0          | 0          | -                              | 0                              | 0                              | 15    | 0     |
| Total sur la carrière | Total sur la carrière | Total sur la carrière | 383         | 48          | 24              | 4               | 1                 | 0                 | 1          | 0          | -                              | 2                              | 0                              | 411   | 52    |